# Josh Bradford
Joshua Bradford (Burlington, 10 febbraio ...) è un chitarrista e regista canadese, fondatore della band post-hardcore/emo Silverstein.

## Carriera musicale
Ottiene la sua prima chitarra, una Squire Stratocaster, a 13 anni, con i soldi ottenuti facendo la comparsa in uno sceneggiato televisivo. Impara poi a suonarla da autodidatta, e la prima canzone che apprende è Smoke on the Water. Frequenta la Aldershot High School, ma decide di non proseguire gli studi universitari e si dedica alla musica.
I suoi primissimi gruppi comprendono un progetto musicale jazz della sua scuola e una band ska formata assieme all'amico Richard McWalter, chiamata Questionable Sushis. I Silverstein nascono come side project perché anche tutti gli altri membri erano già in altre band al momento. Iniziano a suonare e provare le loro canzoni nello scantinato di casa di Josh, e nel 2000 escono con il primo EP autoprodotto, Summer's Stellar Gaze. Nei primi tempi Josh non è soddisfatto del cantante Shane Told perché riteneva che la band avesse bisogno di uno screamer, ma Shane successivamente si applica ed impara ad urlare. Al primo EP fa seguito due anni dopo When the Shadows Beam, con il quale i Silverstein ottengono un contratto dalla Victory Records.
Con la Victory, nel 2003 pubblicano il loro primo album, When Broken Is Easily Fixed, con il quale cominciano a farsi notare all'interno della scena emo. È tuttavia con l'album successivo, Discovering the Waterfront, uscito nel 2005, che la band ottiene il successo, grazie a canzoni come Smile in Your Sleep e My Heroine che ottengono un notevole esito in tutto il mondo. Dopo una compilation uscita nel 2006 che include i primi due EP della band, dal nome 18 Candles: The Early Years, nel 2007 viene pubblicato il molto atteso nuovo album, Arrivals & Departures. L'album, tuttavia, dopo un buon esordio in classifica, non riesce a ripetere il successo del precedente lavoro e per molti fan rimane una delusione. Il cantante della band Shane Told ha parzialmente spiegato questo fatto dicendo che uno dei fattori che hanno portato a non ripetere l'esito di Discovering the Waterfront è stata la scelta del produttore (Mark Trombino). Registrare a Los Angeles è stata una fonte di continua distrazione per la band e Trombino ha voluto concludere le registrazioni con ritmi molto serrati, creando un clima generale abbastanza negativo. Nello stesso anno Josh si lascia con la sua ragazza, con la quale aveva un rapporto da 6 anni.
Nel 2009 la band torna in studio per registrare A Shipwreck in the Sand, un concept album che viene molto bene accolto dai fan e dalla critica e che lascia molto più soddisfatta la band stessa rispetto al precedente lavoro. L'anno successivo esce anche il DVD Decade (Live at the El Mocambo), registrato in occasione di quattro show suonati a Toronto (uno per ogni album) in occasione dei 10 anni della band. Sempre nel 2010, i Silverstein hanno lasciato la Victory Records dopo 8 anni e firmato un contratto per due album con la Hopeless Records. La spiegazione di questa scelta sta nel fatto che, secondo la band, alla Victory erano interessati unicamente a vendere album, senza dare la possibilità alla band di fare quello che realmente voleva fare, mentre alla Hopeless l'aspetto economico, pur importante, si affianca a quello del divertimento e la band è libera al 100% di fare la musica che vuole e come vuole. Inoltre, la band ha firmato un contratto per il Canada con la Universal. Il gruppo aveva dei legami d'amicizia con i rappresentanti delle due case discografiche da molti anni.
Con la nuova etichetta viene pubblicato un EP chiamato Transitions, che prepara l'uscita del quinto album Rescue, nel 2011. In quell'anno non può prendere parte al tour europeo per via di un infortunio al collo. Lo sostituisce il turnista Paul Marc Rousseau dei Burst & Bloom. A questo fa seguito Short Songs, un minialbum del 2012 composto da 11 canzoni di durata inferiore ai 90 secondi, più altre 11 cover sempre della stessa lunghezza. Nel corso dell'anno realizza per la band i video musicali per le canzoni Sacrifice, Brookfield e SOS.
A inizio 2013 esce il nuovo full length dei Silverstein: This Is How the Wind Shifts, cui fa seguito poco dopo l'EP Four Minutes Being Cool, uno split con gli August Burns Red in occasione del Record Store Day. Nel 2014 gira il video per la canzone This Is How the Wind Shifts, dall'album omonimo.
Ha usato per anni una chitarra Les Paul, ma ha poi cambiato per una Gibson SG, più leggera e confortevole da suonare durante i concerti. Shane Told ha raccontato un aneddoto risalente ad un tour in Giappone, quando una sera in un locale a Tokyo i componenti della band avevano alzato un po' troppo il gomito, e non trovando più Josh da nessuna parte, decisero di tornare all'hotel, pensando che Josh fosse tornato lì per la stanchezza senza dire nulla. In realtà il chitarrista si era perso in qualche parte del locale, e all'orario di chiusura, troppo stanco e poco lucido per rifare il percorso fino all'hotel senza peraltro sapere la strada, dormì per strada. La mattina riuscì in qualche modo a tornare all'hotel.
Tra le sue band preferite, ha citato Elliot, Lifetime, 400 Years, In Pieces, Cap'n Jazz, Bayside, Underoath, Grade, Between the Buried and Me, A Life Once Lost, Strike Anywhere, Today Forever, Isis, The Movielife, Mew, Bob Marley. La passione per la musica emo e heavy nasce da ragazzo grazie all'amico Richard McWalter, con il quale ha fondato i Silverstein.

## Vita privata
Ha un fratello. Possiede svariati tatuaggi sul braccio sinistro, tra cui un teschio con la barba ed un rasoio rotto al posto delle ossa incrociate sottostanti; un pezzo di tofu (Josh è vegetariano); e il volto di Heisenberg, personaggio della serie TV Breaking Bad, realizzato ad Albuquerque nel 2013.

## Discografia

### Con i Silverstein
- 2000 - Summer's Stellar Gaze (EP)
- 2002 - When the Shadows Beam (EP)
- 2003 - When Broken Is Easily Fixed
- 2005 - Discovering the Waterfront
- 2006 - 18 Candles: The Early Years (compilation)
- 2007 - Arrivals & Departures
- 2009 - A Shipwreck in the Sand
- 2010 - Decade (Live at the El Mocambo) (live)
- 2010 - Transitions (EP)
- 2011 - Support Your Local Record Store (EP)
- 2011 - Rescue
- 2012 - Short Songs
- 2013 - This Is How the Wind Shifts
- 2013 - Four Minutes Being Cool (EP)

## Videografia

### Video musicali diretti
- 2011 - Silverstein - Sacrifice
- 2012 - Silverstein - Brookfield
- 2012 - Silverstein - SOS
- 2014 - Silverstein - This Is How the Wind Shifts